# Clemens Kuby

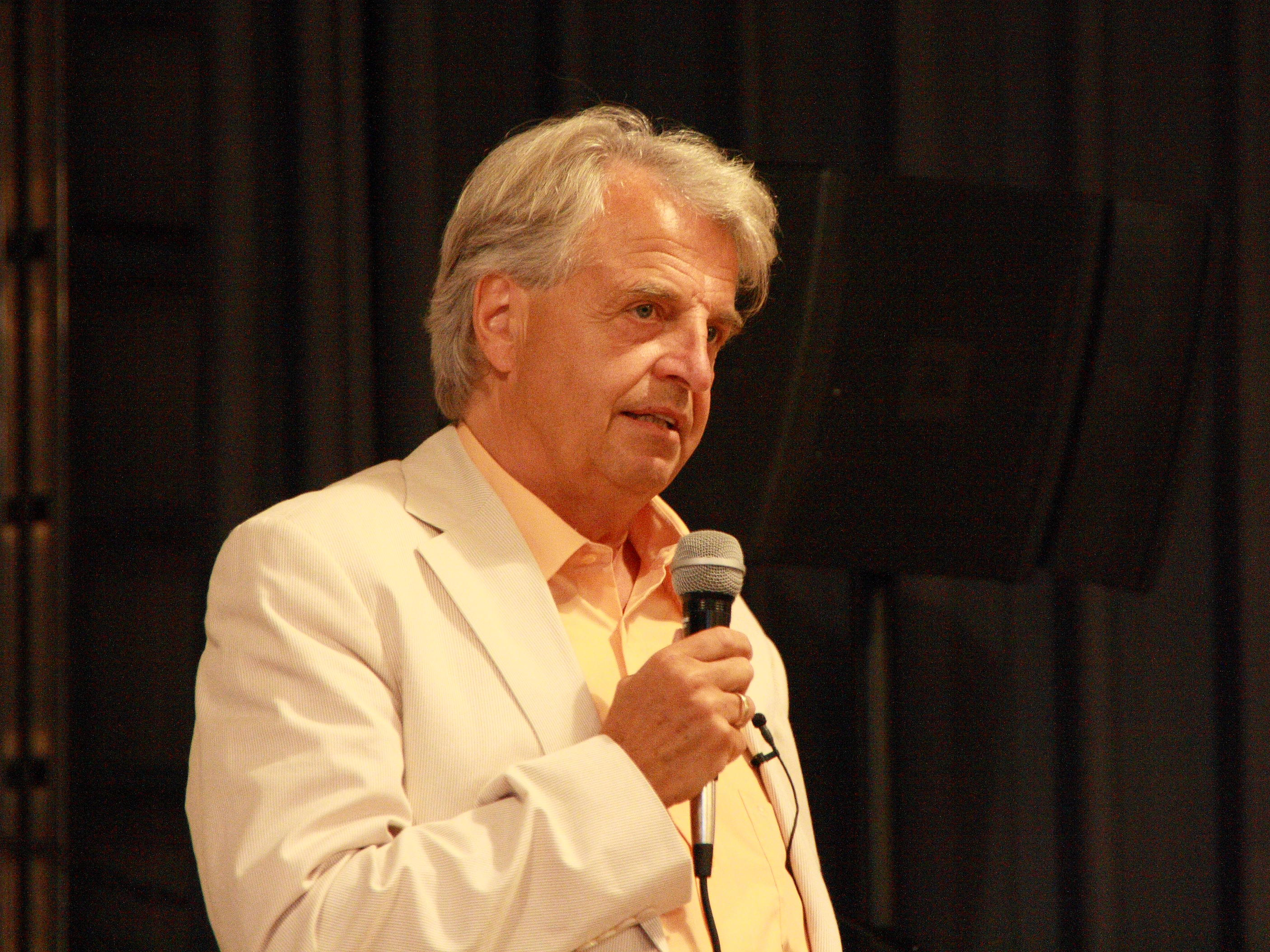
Clemens Kuby im September 2009 in Bad Mergentheim

Clemens Kuby (* 17. November 1947 in Herrsching am Ammersee) ist ein deutscher Dokumentarfilmer und Autor.

## Leben und Arbeit
Kuby wuchs in Oberbayern als Sohn des Publizisten Erich Kuby auf. Er hat vier Geschwister, darunter Gabriele Kuby. Er ist ein Neffe des Ökonomen Ernst Friedrich Schumacher sowie des Physikers Werner Heisenberg. Von 1963 bis 1967 besuchte er die Odenwaldschule in Ober-Hambach. Danach studierte er Geschichte, Soziologie, Rechtswissenschaften und Volkswirtschaft an der Freien Universität in Berlin und besuchte von 1969 bis 1972 die Deutsche Film- und Fernsehakademie Berlin, wo er den Ausbildungsgang zum Filmregisseur absolvierte.
Kuby drehte zwischen 1973 und 1975 drei Filme über ökologischen Landbau. Er war 1979 Mitbegründer der Partei Die Grünen in Baden-Württemberg. Nach der Etablierung der Partei als Bundespartei verließ er sie aufgrund von Machtkämpfen Anfang 1981.
Noch im selben Jahr stürzte Kuby aus 15 Metern Höhe vom Dach seines Hauses. Man diagnostizierte nach seiner Darstellung eine Querschnittlähmung, doch trat im Verlauf eines Jahres bei ihm eine Spontanheilung auf, sodass er wieder laufen konnte, was Kuby als Selbstheilung bezeichnete. Daraufhin begann er, sich filmisch mit Themen wie dem Buddhismus, Geistheilung und Alternativen zur „westlichen, von Materialismus geprägten Lebensweise“ auseinanderzusetzen.
Den Dokumentarfilm Unterwegs in die nächste Dimension bezeichnete 2002 die Tageszeitung als „einen nahezu völlig kritiklosen Werbefilm für Heilverfahren, die selbst Homöopathen und Naturheilkundlern den Angstschweiß auf die Stirn treiben dürften“.
2005 gründete Kuby mit seiner Frau Astrid die Europäische Akademie für Selbstheilungsprozesse (SHP). Sie veranstaltet Ausbildungsseminare, vertreibt Bücher und bietet telefonische Beratung an.
Er ist mit Alexander Ehrlich und Thorsten Schulte Gründungsmitglied der verschwörungsideologischen Kleinpartei Die Direkte. Demokratie durch Volksentscheide. (nicht zu verwechseln mit Demokratie Direkt). Schon 2020 trat er als Redner bei einer sog. „Coronademo“ auf.

## Werke

### Bibliografie
- Das alte Ladakh. Das Buch zum Film. 1993, ISBN 3-442-11402-0.
- mit Ulli Olvedi: Living Buddha. 1994, ISBN 3-442-42490-9.
- Unterwegs in die nächste Dimension – Meine Reise zu Heilern und Schamanen. 2003, ISBN 3-466-34469-7.
- Heilung – das Wunder in uns. Selbstheilungsprozesse entdecken. 2005, ISBN 3-466-34485-9.
- Selbstheilungs-Navigator. Mit 64 Karten gesund aus eigener Kraft. 2007, ISBN 978-3-466-34505-2.
- Mental Healing – Das Geheimnis der Selbstheilung. 2010, ISBN 978-3-466-34535-9.
- Mental Healing – Gesund ohne Medizin. Anleitung zum Andersdenken. 2012, ISBN 978-3-466-34581-6.

### Filmografie
- 1972: Lehrlinge
- 1983: Schnappschuss
- 1984: Mein Leben, das ich nicht mehr wollte (Fernsehfilm)
- 1986: Das alte Ladakh (Dokumentarfilm)
- 1986: Der Dalai Lama zwischen Orient und Occident (Dokumentarfilm)
- 1987: Neuseeland zu Pferde (Dokumentarfilm)
- 1988: Tibet – Widerstand des Geistes (Dokumentarfilm)
- 1989: Die Not der Frauen Tibets (Dokumentarfilm)
- 1990: Drei Jahre und drei Monate in Klausur (Dokumentarfilm)
- 1994: Living Buddha (Dokumentarfilm)
- 1996: Todas – am Rande des Paradieses (Dokumentarfilm)
- 2001: Das Leben ist eine Illusion (Dokumentarfilm)
- 2002: Unterwegs in die nächste Dimension (Dokumentarfilm)

### DVD
- 1989: Not und Frieden in Tibet: Die Not der Frauen Tibets. Dalai Lama – Frieden des Geistes
- 2004: Unterwegs in die nächste Dimension
- 2006: Selbstheilung in 6 Schritten – Joao de Deus
- 2006: Der Dreh zu Living Buddha
- 2007: Der Mensch – ein geistiges Wesen
- 2007: Die Melodie des Universums – Global Scaling
- 2007: Seelenschreiben
- 2008: Alles ist möglich – Das Spektrum der Selbstheilung
- 2009: Heilung – das Wunder in uns

### Hörbücher/Audiobooks
- 2006 – Unterwegs in die nächste Dimension – Meine Reise zu Heilern und Schamanen. (Audiobook) (Audio-CD), ISBN 978-3-466-45795-3.
- 2009 – Heilung – das Wunder in uns. Selbstheilungsprozesse entdecken (Audiobook) (Audio-CD), ISBN 978-3-466-45835-6.

### Audio-CDs
- 2009 – Heilung – das Wunder in uns – Filmmusik [Audiobook, Ungekürzte Ausgabe] [Audio-CD], ISBN 978-3-932486-25-8.

### Auszeichnungen
- 1972: Internationale Kurzfilmtage Oberhausen: 1. Preis für Lehrlinge
- 1987: Bundesfilmpreis für Das alte Ladakh
- 1995: Bayerischer Filmpreis für Living Buddha
- 1997: Münchner Filmfest: One-Future-Preis für Todas – am Rande des Paradieses